# Así cantamos y vacilamos en la vecindad del Chavo 2
Así cantamos y vacilamos en la vecindad del Chavo, es un LP publicado en la ciudad de México, a raíz del éxito que protagonizaban las series El Chavo del Ocho y El Chapulín Colorado. Todas las canciones fueron compuestas por el creador de las series Roberto Gómez Bolaños, y fueron interpretadas por el elenco de actores.
El disco es considerado un soundtrack de la serie El Chavo del 8, aunque también incluye canciones de El Chapulín Colorado y El Doctor Chapatín.
Luego se publicó en formato CD.

## Lista de canciones (versión CD)
Todas las canciones escritas y compuestas por Chespirito. 
| Canciones |                                                           |                                                                             |          |  |
| N.º       | Título                                                    | Vocalista principal                                                         | Duración |  |
| 1.        | «Que bonita vecindad»                                     | Roberto Gómez Bolaños                                                       | 3:40     |  |
| 2.        | «Los Cursis»                                              | Florinda Meza y Rubén Aguirre                                               | 2:24     |  |
| 3.        | «Eso, eso, eso»                                           | Roberto Gómez Bolaños                                                       | 3:19     |  |
| 4.        | «Fíjate, fíjate, fíjate»                                  | María Antonieta de las Nieves                                               | 2:39     |  |
| 5.        | «Campeón» (Chapulín Colorado)                             | Roberto Gómez Bolaños                                                       | 2:33     |  |
| 6.        | «Churi, Churín, Fun, Flais»                               | Roberto Gómez Bolaños, con Rubén Aguirre, Ramón Váldes, Edgar Vivar y coro. | 3:10     |  |
| 7.        | «Un rinconcito especial»                                  | Roberto Gómez Bolaños                                                       | 2:32     |  |
| 8.        | «El burro de Matías»                                      | Rubén Aguirre                                                               | 2:06     |  |
| 9.        | «Las brujas»                                              | Ramón Valdés y Angelines Fernández                                          | 3:03     |  |
| 10.       | «El Chapulín Colorado» (Chapulín Colorado)                | Roberto Gómez Bolaños. Coros Florinda Meza y María Antonieta de las Nieves. | 2:57     |  |
| 11.       | «Mi papi, es un papi muy padre»                           | María Antonieta de las Nieves                                               | 2:00     |  |
| 12.       | «Los payasos» (Chapulín Colorado)                         | Roberto Gómez Bolaños.                                                      | 2:24     |  |
| 13.       | «Ay Papito, ponte a trabajar»                             | María Antonieta de las Nieves y Ramón Valdés (Voces)                        | 2:58     |  |
| 14.       | «La carcachita» (Doctor Chapatín)                         | Roberto Gómez Bolaños                                                       | 2:12     |  |
| 15.       | «Peluchín»                                                | María Antonieta de las Nieves.                                              | 2:34     |  |
| 16.       | «La Princesa Palomita»                                    | Florinda Meza                                                               | 3:11     |  |
| 17.       | «Gracias Cri, Cri» (Homenaje a Francisco Gabilondo Soler) | Roberto Gómez Bolaños                                                       | 2:56     |  |
| 18.       | «Si yo tuviera una mamá»                                  | María Antonieta de las Nieves.                                              | 3:16     |  |
| 52:01     |                                                           |                                                                             |          |  |

## Intérpretes
| Título de la Canción          | Intérpretes                                                      | Rol que desempeña en la canción                               | Serie Representada   |
| ----------------------------- | ---------------------------------------------------------------- | ------------------------------------------------------------- | -------------------- |
| Que bonita vecindad           | Roberto Gómez Bolaños                                            | El Chavo                                                      | El Chavo del 8       |
| Los Cursis                    | Florinda Meza y Rubén Aguirre                                    | Doña Florinda y el profesor Jirafales                         | El Chavo del 8       |
| Eso, eso, eso                 | Roberto Gómez Bolaños                                            | El Chavo                                                      | El Chavo del 8       |
| Fíjate, fíjate, fíjate        | María Antonieta de las Nieves                                    | La Chilindrina                                                | El Chavo del 8       |
| Campeón                       | Roberto Gómez Bolaños                                            | El Chapulín Colorado                                          | El Chapulín Colorado |
| Churi, Churín, Fun, Flais     | Roberto Gómez Bolaños, Rubén Aguirre, Ramón Valdés y Edgar Vivar | El Chavo, el profesor Jirafales, don Ramón y el señor Barriga | El Chavo del 8       |
| Un rinconcito especial        | Roberto Gómez Bolaños                                            | El Chavo                                                      | El Chavo del 8       |
| El burro de Matías            | Rubén Aguirre                                                    | El profesor Jirafales                                         | El Chavo del 8       |
| Las brujas                    | Ramón Valdés y Angelines Fernández                               | Don Ramón, y Doña Clotilde "La Bruja de 71"                   | El Chavo del 8       |
| El Chapulín Colorado          | Roberto Gómez Bolaños                                            | El Chapulín Colorado                                          | El Chapulín Colorado |
| Mi papi, es un papi muy padre | María Antonieta de las Nieves y Ramón Valdés                     | La Chilindrina y Don Ramón                                    | El Chavo del 8       |
| Los Payasos                   | Roberto Gómez Bolaños                                            | El Chapulín Colorado                                          | El Chapulín Colorado |
| Ay Papito, ponte a trabajar   | Maria Antoniela de las Nieves                                    | La Chilindrina                                                | El Chavo del 8       |
| Los carcachita                | Roberto Gómez Bolaños                                            | Doctor Chapatín                                               | Doctor Chapatín      |
| Peluchín                      | María Antonieta de las Nieves                                    | La Chilindrina                                                | El Chavo del 8       |
| La Princesa Palomita          | Florinda Meza                                                    | La Popis                                                      | El Chavo del 8       |
| Gracias Cri, Cri              | Roberto Gómez Bolaños                                            | El Chavo                                                      | El Chavo del 8       |
| Si yo tuviera una mamá        | María Antonieta de las Nieves                                    | La Chilindrina                                                | El Chavo del 8       |

- Datos: Q20013207